# Troldkirken

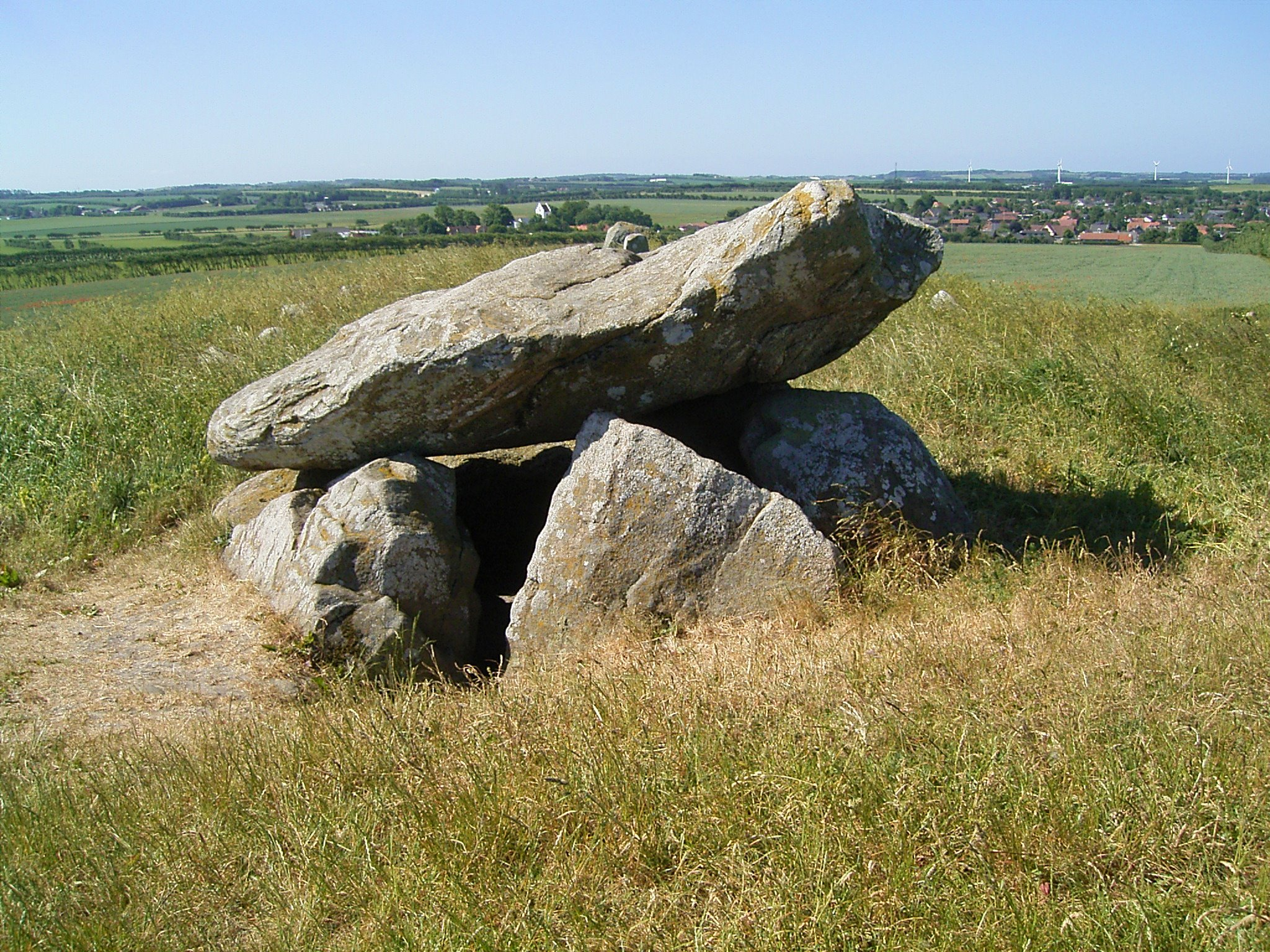
Dolmen Troldkirken

Troldkirken – neolityczny grobowiec znajdujący się koło Sønderholm w gminie Aalborg w regionie Jutlandia Północna w Danii.
Będący dziełem kultury pucharów lejkowatych kompleks datowany jest na 3900–2800 p.n.e. Składa się ze skrywającego sześciokątną komnatę grobową dolmenu, otoczonego długą na 50 metrów obstawą z 47 głazów.
Według legendy kamień tworzący strop dolmenu to głaz, którym mieszkający w okolicy troll próbował rzucić w wieżę kościoła w Sønderholm. Pocisk nie doleciał jednak do celu, upadając w tym miejscu. Inna legenda związana z miejscem opowiada o człowieku, który zakradł się do środka dolmenu i był świadkiem ceremonii odprawianej przez mieszkańców podziemia.